# In den besten Händen
In den besten Händen (Originaltitel: La fracture) ist eine französische Tragikomödie der Filmemacherin Catherine Corsini aus dem Jahr 2021. Der Film wurde bei den Internationalen Filmfestspielen von Cannes 2021 uraufgeführt.

## Handlung
Raphaëlle, genannt „Raf“, und Julie leben in Paris und sind ein Liebespaar, das sich oft streitet. Julie hat entschieden, sich endgültig zu trennen. Der leibliche Sohn von Julie verabschiedet sich nach einer Diskussion zu einer Demonstration der Gelbwestenbewegung. Am Abend will Julie alleine zu einem Geburtstag gehen, zu dem beide eingeladen sind. Raf rennt ihr auf der Straße hinterher, rutscht auf Erbrochenem aus und bricht sich den rechten Arm. Als Comiczeichnerin kann sie so nicht weiterarbeiten. Währenddessen ist Yann, ein Fernfahrer, bei der Demonstration der Gelbwestenbewegung. Die Lage eskaliert und die Polizei versucht die Demonstrierenden zurückzudrängen. Dabei wird Yann von einer Tränengasgranate getroffen. Sein linkes Bein wird durch die Splitter schwer verletzt.
Yann und Raf kommen in die Notaufnahme desselben Krankenhauses. In diesem arbeitet Krankenschwester Kim. Es ist ihre sechste Nachtschicht in Folge, obwohl nur drei aufeinanderfolgende Nachtschichten erlaubt sind. Das Klinikpersonal ist gerade im Streik und es wird nur der Notbetrieb aufrechterhalten. Außerdem ist das Klinikgebäude sehr heruntergekommen. Die Mitarbeiter werden aufgefordert herauszufinden, welche Patienten zu der Gelbwestenbewegung gehören, um die Personalien weiterzuleiten. Die meisten wollen dem nicht nachkommen.
Yann und Raf beschweren sich und reden im Wartesaal sehr viel und laut. Raf ist benebelt von den Schmerzmitteln. Julie kommt hinzu, nachdem sie von dem Unfall erfahren hat. Raf versucht Julie die ganze Zeit zu überzeugen, die Beziehung nicht zu beenden. Julie blockt ab und droht mehrfach Raf im Krankenhaus alleine zu lassen. Zunächst wird Raf behandelt, wobei sie erstmal zum Röntgen geschickt wird. Während Yann auf den Arzt wartet, kommen beide ins Gespräch. Sie werfen sich gegenseitig vor, nur Vorurteile von der anderen Person zu haben.
Bei Yann müssen die sichtbaren Granatsplitter entfernt werden. Dies macht Kim. Dabei verzichtet Yann auf Schmerzmittel, weil er so schnell wie möglich zurück zu seinem Lastkraftwagen will, um seine Arbeitsfahrt fortzusetzen. Bei der Demonstration war er nur während seiner Lenkpause. Er besteht darauf, obwohl das Klinikpersonal ihn wiederholt darauf hinweist, dass er in dieser Nacht nicht mehr fahren können wird. Nach dem Röntgen wird deutlich, dass sich noch Splitter im Bein befinden und Yann operiert werden muss. Yann beschließt das Krankenhaus zu verlassen.
Die Röntgenaufnahme von Raf ergibt, dass auch sie operiert werden muss. Yann und Raf begegnen sich wiederholt und sie verstehen sich zunehmend besser. Vor dem Krankenhaus eskaliert die Demonstration. Das Krankenhaus läuft über mit Patienten, weshalb Neuaufnahmen abgelehnt werden. In das Krankenhaus dringt Reizgas ein und im Wartesaal bricht Chaos aus. Das Klinikpersonal muss sich nun auf rein lebensrettende Maßnahmen beschränken.
Ein psychisch kranker Patient fühlt sich von Kim vernachlässigt und droht sie umzubringen. In demselben Raum befinden sich Yann und Raf, die die Situation lösen können. Yann verlässt das Krankenhaus. Er wird kurz darauf wieder eingeliefert, weil er einen Unfall mit seinem Lastkraftwagen hatte. Raf wird regulär entlassen und Julie schiebt sie mit einem gestohlenen Rollstuhl nach Hause. Auf diesem Weg hören sie auf zu streiten.

## Hintergrund
Die Dreharbeiten zu In den besten Händen begannen am 23. September 2020, waren auf sieben Wochen ausgelegt und fanden in der Region von Paris und in Lyon statt. Beim Dreh probierte Regisseurin Catherine Corsini für sie neue Techniken aus. Ohne viele Wiederholungen drehte sie lange Plansequenzen, während die Kamera auf der Schulter gehalten wurde.
Laiendarstellerin Aïssatou Diallo Sagna, die im Film als Krankenschwester Kim zu sehen ist, ist im wahren Leben Krankenpflegehelferin. Es war ihre erste Filmrolle.
Die Uraufführung von In den besten Händen fand am 10. Juli 2021 auf den Internationalen Filmfestspielen von Cannes statt. Am 27. Oktober 2021 kam der Film in die französischen Kinos und lief am 21. April 2022 auch in den deutschen Kinos an.

## Rezeption

### Kritiken
Auf Rotten Tomatoes hat der Film eine Zustimmungsrate von 75 Prozent.
Peter Bradshaw gab dem Film in The Guardian nur 2 von 5 Sternen. Der Film habe gute Intentionen, allerdings mangele es an schauspielerischer Leistung und der intendierte Symbolismus funktioniere nicht. Im Filmdienst erhielt der Film 2,5 von 5 Sternen: „Die vibrierend dicht inszenierte Mischung aus schwarzhumoriger Beziehungskomödie und engagiertem Sozialdrama erhebt das Krankenhaus zum metaphorischen Protagonisten, verliert über der Lust am Plakativen aber mitunter die Übersicht.“ Außerdem zeige der Film nur untragbare Ressentiments, ohne darüber hinaus zu weisen. Josef Grübel lobt in der Süddeutschen Zeitung dagegen das Arrangement verschiedener Aspekte: „Das Zusammenspiel zwischen Laien- und Profischauspielerinnen klappt wunderbar. Überhaupt schafft es die Regisseurin gut, das Komische und Tragische zu verbinden, das Politische und Private.“
Außerdem wurde der Humor des Films gelobt. Dabei bringe der Film eine wichtige universelle Botschaft herüber, ohne sich selbst zu ernst zu nehmen.

### Auszeichnungen (Auswahl)
Internationale Filmfestspiele von Cannes 2021
- Gewonnen Queer Palm[13]
- Nominiert für die Goldene Palme[2]

César 2022
- Gewonnen Beste Nebendarstellerin (Aïssatou Diallo Sagna)
- Nominiert für Bester Film
- Nominiert für Bester Hauptdarstellerin (Valeria Bruni Tedeschi)
- Nominiert für Bester Hauptdarsteller (Pio Marmaï)
- Nominiert für Bestes Originaldrehbuch
- Nominiert für Bester Schnitt

Europäischer Filmpreis 2022
- Nominiert als beste Filmkomödie

Friedenspreis des Deutschen Films – Die Brücke 2022
- Bester Film international